# Dolmen dels Tres Reis
El dolmen dels Tres Reis és un sepulcre megalític al límit de Rubió i Prats de Rei (Anoia), inclòs a l'Inventari del Patrimoni Arqueològic i Paleontològic de Catalunya.
Està situat a la Serra de Rubió, en el punt més alt de la carena. Està ubicat al costat d'una via de comunicació utilitzada com a ruta de transhumància probablement des de la prehistòria.
Aquest dolmen fou excavat l'any 1964 per un equip vinculat al Museu Arqueològic de Barcelona, encapçalat per R. Batista Noguera. Amb aquestes excavacions es va constatar que va ser utilitzat durant les darreres etapes de la cultura megalítica, al voltant del 1200 aC.
El dolmen està format per una cambra sepulcral construïda amb grans lloses de pedra local. La cambra té una forma quadrada, formada per cinc lloses, una a la capçalera, una altra al costat esquerre, dues al dret i una de tancament, més petita. Originàriament devia tenir una gran llosa de coberta que no es conserva en l'actualitat. Al voltant de la cambra es disposava un túmul circular, actualment molt erosionat que cobria tota l'estructura. Aquest túmul era format per terra i pedres i presentava un diàmetre màxim de 8,20 m.
Quan es va fer l'excavació, el sepulcre ja havia estat saquejat però el saqueig ja venia d'antic. Per la raó d'haver estat saquejat no es va poder concretar el nombre exacte d'individus enterrats. Quasi en seguretat se sap que l'estructura d'enterrament era múltiple. Durant l'excavació es va trobar quatre dents i tres queixals d'adult. A més es van trobar diversos recipients ceràmics i un punxó que segur que eren entregades com a ofrenes funeràries.
Des d'antic el dolmen ha servit com a punt per delimitar els municipis dels Prats de Rei i Rubió, i és probable que temps enrere també per delimitar el terme del Castell de Maçana, i d'aquests tres termes pot provenir el topònim de Tres Reis.